# Adele Bartisal
Adele Bartisal (* 20. Dezember 1870 in Wien; † 19. Juni 1954 ebenda) war eine österreichische Politikerin (SDAP), sowie Weißnäherin, Kleidermacherin und Hausbesorgerin.

## Leben und Karriere
Adele Bartisal wurde am 20. Dezember 1870 als Tochter eines Buchbinders in Wien geboren, wo sie auch mit ihren zwei Brüdern aufwuchs. Nachdem sie anfangs als Weißnäherin, Kleidermacherin und Hausbesorgerin tätig war, war sie schließlich Inhaberin eines Wäscheerzeugungsgeschäftes. In Zeiten des Ersten Weltkrieges arbeitete sie bei der Frauenhilfe im 13. Wiener Gemeindebezirk Hietzing. Ab dem Jahre 1918 trat sie als Wiener Bezirksrätin und ab 1919 als Wiener Gemeinderätin in Erscheinung. Dabei vertrat sie als Mitglied der SDAPDÖ den 13. Wiener Gemeindebezirk, wobei sie Teil der 1. Wahlperiode des Wiener Landtags und Wiener Gemeinderats war. Bartisal war mit einem Beamten der Allgemeinen Arbeiterkrankenkasse verheiratet und hatte zwei Kinder. Am 19. Juni 1954 starb Bartisal 83-jährig in ihrer Heimatstadt Wien.